# Reserva Particular do Patrimônio Natural Buraco das Araras
A Reserva Particular do Patrimônio Natural Buraco das Araras é uma área de conservação de propriedade privada no estado do Mato Grosso do Sul, Brasil. Leva o nome do Buraco das Araras, um grande sumidouro que é a principal característica da reserva. É considerada a maior dolina da América Latina, possui cerca de 500 metros de diâmetro e 127 metros de profundidade. O nome Buraco das Araras surgiu em razão do grande número de araras que habitam o local. Há em seu interior fauna e flora bem particulares, com ecossistema próprio e um grande lago habitado por jacarés do papo amarelo.

## História
A reserva está localizada no município de Jardim, Mato Grosso do Sul, e contém um enorme sumidouro de 500 metros de circunferência e 100 metros de profundidade. O buraco teria sido conhecido pelos habitantes originais da área. Foi redescoberto em 1912 por um trabalhador local, que o nomeou Buraco das Araras por conta das muitas araras que voam em torno da formação. De acordo com a lenda local, o buraco foi usado ao longo dos anos como um local para eliminar os ladrões de gado e outras pessoas que os fazendeiros ou políticos locais queriam assassinar. O sumidouro chegou a ser vandalizado, sendo que as paredes e as araras foram usadas como alvos de armas e lixo jogados no buraco, o que incluia carros roubados.
Em 1986, a propriedade foi adquirida pelo produtor rural Modesto Sampaio, para pecuária, sem saber da dolina. Sampaio afirma que era alvo de piadas por ter um "buraco" em sua terra. Em 1996, trocou a pecuária pelo ecoturismo, iniciando um trabalho de retirada do lixo da dolina e de reflorestamento da mesma com mata nativa. Um ano mais tarde, o primeiro casal de araras foi solto nas proximidades do buraco, e em 2016 cerca de 70 araras frequentam o lugar. Em 2007, a reserva foi oficialmente criada.

## Reserva
A reserva privada foi criada em 11 de abril de 2007. Está classificada como categoria IV de área protegida da IUCN (área de gestão de habitat/espécie). Abrange uma área de 29,03 hectares no bioma do cerrado. Há uma lagoa verde-viva no fundo do sumidouro cercada por uma vegetação próspera. O buraco é ocupado por jacarés, tatus, tamanduás, quatis, raposas, as araras pelas quais é nomeado, íbis, tucanos e muitas outras espécies de aves. O proprietário administra a reserva e é responsável pelo cumprimento dos requisitos legais para uma reserva particular de patrimônio natural. Os visitantes são acompanhados em grupos de não mais do que dez pessoas por um guia turístico ou monitor ambiental local em uma caminhada ao redor do sumidouro.